# 華震
華震（1916年—1950年10月1日），中國共產黨員，哈爾濱市人，皇協剿共軍第一支隊少校參謀，因 洪國式吸收入中共中央台灣地工組織在台灣從事間諜活動，1950年10月1日槍決於台北市馬場町刑場。

## 生平

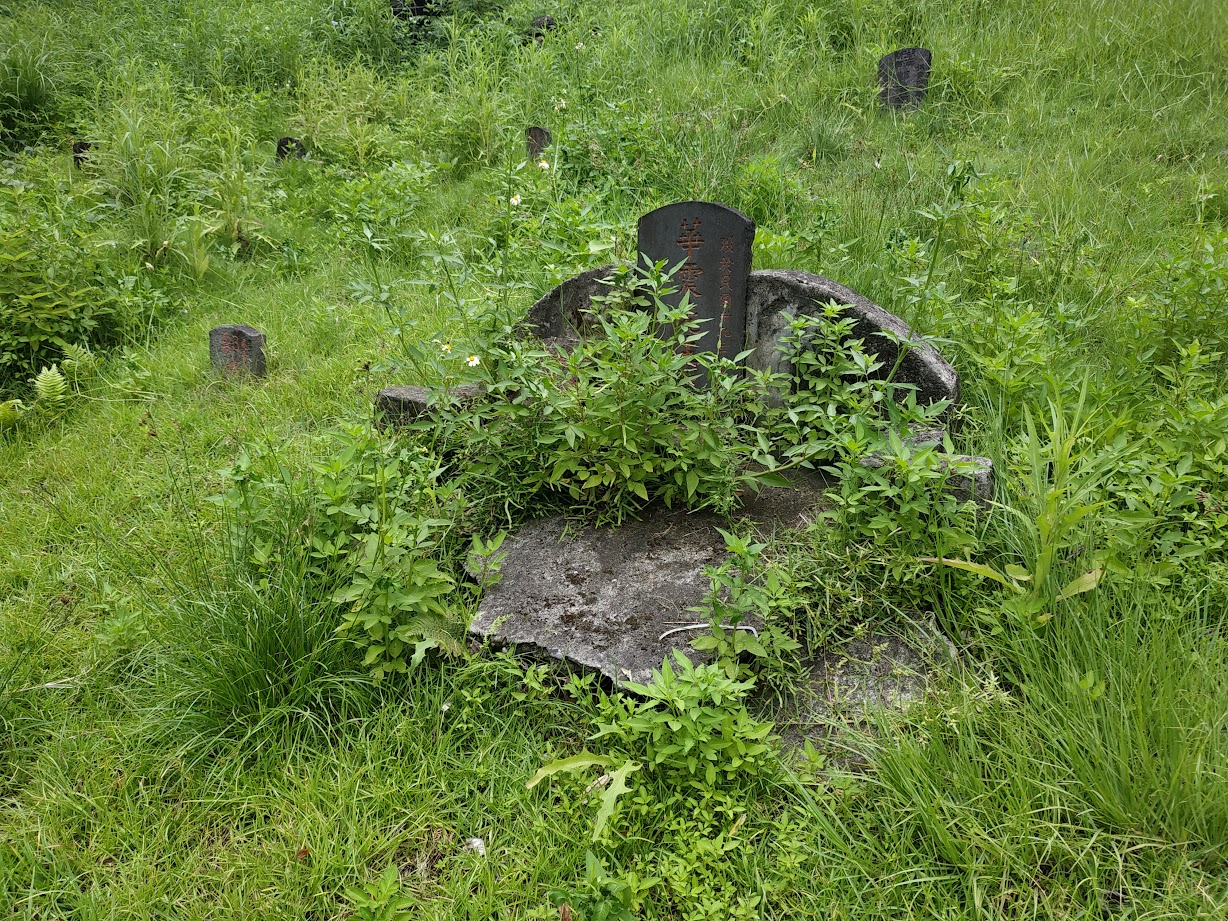
華震之墓

華震，1916年生於哈爾濱市，東北第一高中畢業，1931年九一八事變後，東北成立華北治安軍，華震進入滿州國憲兵學校就讀，畢業後任滿州國第三軍區第三憲兵隊少尉隊附，1939年任職皇協剿共軍第一支隊，歷任上尉、少校參謀。1944年，華震與友人成立公司，往來上海、天津跑單幫，1948年，在上海經人介紹認識洪國式，洪國式是中共中央社會部地下情報人員，華震加入洪國式小組，並介紹姊夫劉天民加入組織。
1949年中共中央局聯絡部計畫來台設立地下組織，派洪國式赴北平研究日本及台灣問題，1949年9月轉中共中央局聯絡部移轉洪國式小組劉光典、鄒曙、華震等陸續自香港來台，由鄒曙為洪國式、劉光典辦理入台證，1949年12月洪國式、郭秉衡奉命來台從事社會調查工作發展中共中央社會部台灣地下工作組織，郭秉衡當時已打入保密局負責蒐集軍事情報及策反海空陸軍。中共中央擬利用劉多荃之子劉全禮與劉多荃舊部屬的人脈關係，企圖策反海空陸軍及取得重要軍事情報。
洪國式小組分設敵工組、交通組、情工組，華震為情工組組員，來台後被賦與蒐集台灣民意、發展組織的任務，華震的姊夫劉天民在台中經營北方企業行，並以北方企業為掩護，華震、劉光典為企業行員工，劉光典、王耀東為交通組交通員，負責往返港台傳遞情報。華震請劉天民代洪國式以北方企業副理名義取得身分證，鄒曙為洪國式辦理入台證，1949年12月12日洪國式抵台。
華震在台中健元醫院就醫時，該院院長江德興曾在滿州國工作過，華震與江德興討論時局，由於江德興曾在東北生活多年，兩人很快建立信任感，華震拉攏江德興加入洪國式小組，由洪國式密集於1950年2月底接觸拉攏，洪國式並預計由江成立電台，江德興加入後被交付情報工作，提供台中地區梧棲海岸圖（實際上僅為一手繪無比例尺之圖紙）。
1949年11月，國防部保密局接獲香港組及台灣省諜報組織查報，中共為加緊攻台之準備，派遣幹員潛台活動，於1949年12月偵悉洪國式自港來台曾於空軍新生社探詢楊文亮之所在，遇保密局人員包文有，包文有見其面生言語唐突，即向臺灣省保安司令部報告，臺灣省保安司令部於是派遣幹員陳琦、包文有、楊文亮與洪國式接觸。陳琦、包文有滲透入該組織內部取得情資。於1950年2月28日保密局在台北車站假裝查驗遊民身份之名，將洪國式等十餘人帶往警局詢問，並假借洪身分證件有問題需人作保，得郭秉衡、鄒曙之情資，復以需要行賄方得放人引誘其供出多人。1950年3月1日在台北、基隆、台中將其餘人逮捕歸案，僅劉光典逃亡。中共中央社會部台灣地下工作組織洪國式小組宣告瓦解。
1950年7月14日中共中央社會部台灣地下工作組織以劉全禮為案頭全案偵結，劉全禮、郭秉衡、張禮大、王平、鄒曙、華震、劉天民、江德興、胡玉麟同案九人因叛亂罪判處死刑，1950年10月1日槍決於台北市馬場町刑場。